# Bobtail des Kouriles
Pour les articles homonymes, voir Bobtail (homonymie).
Le bobtail des Kouriles est une race de chat originaire des îles Kouriles en Russie. Ce chat est caractérisé par sa queue très courte formant un pompon, issue d'une mutation naturelle. La race existe à poil court et à poil long.

## Historique
Cette race naturelle vient des îles Kouriles, à la frontière entre la Russie et le Japon. Aucune intervention humaine n'a modifié la race et leur queue particulière est le fruit d'une mutation génétique spontanée similaire à celle du bobtail japonais. Existant au moins depuis le XVIIe siècle, cette race est restée méconnue du fait du repli politique de l'Union soviétique et n'a été enregistrée par la Fédération internationale féline qu'au début des années 1990.
La race rencontre des difficultés pour se faire reconnaître par les fédérations félines à cause de sa grande similitude avec le bobtail japonais. La TICA a inscrit les variétés à poil long et à poil court dans la catégorie Preliminary New Breed en 2008.

## Standards

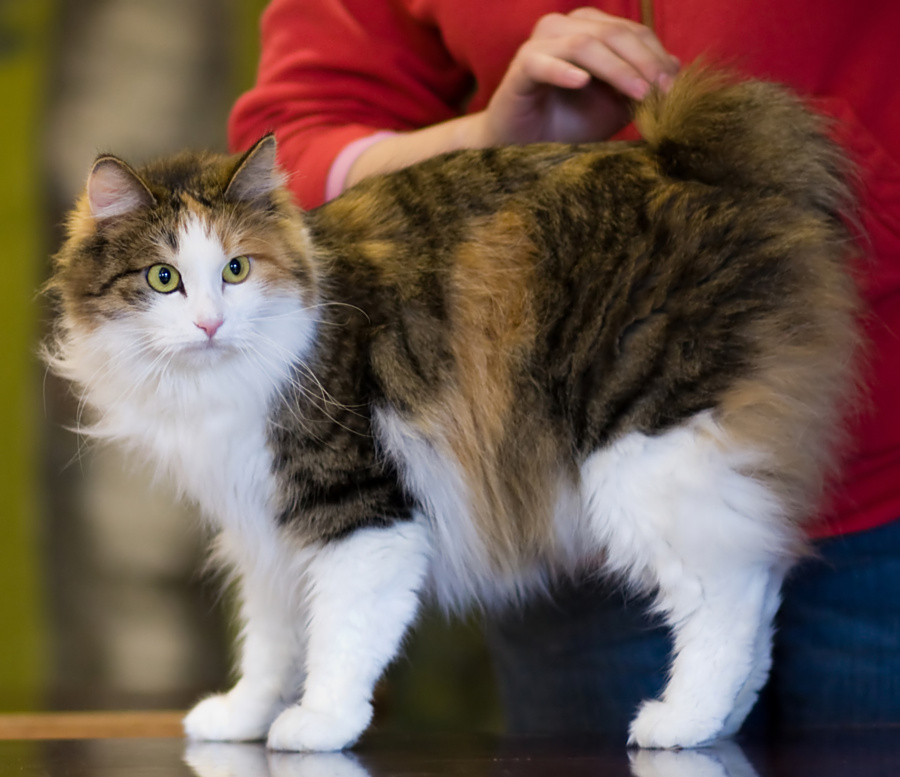
Bobtail des Kouriles présenté à une exposition féline en Finlande.

Aucun croisement avec une autre race n'est autorisé. En aucun cas, le bobtail des Kouriles ne doit ressembler à un bobtail japonais.

### Corps
Le bobtail des Kouriles est un chat au corps compact et puissant et au dos arqué. Les pattes sont d'une longueur moyenne avec une forte ossature, une musculature puissante et des pieds ronds. La tête forme un trapèze aux pommettes saillantes et portées hautes ainsi qu'un museau marqué. À la naissance du nez, on peut voir un léger creux. Les yeux sont grands et presque ronds, toutes les couleurs sont acceptées mais elles doivent être coordonnées à la couleur de la robe. Les oreilles sont de taille moyenne et assez espacées l'une de l'autre. 

### Queue
La courte queue est composée de plusieurs nœuds irréguliers et mesure entre 3 et 8 cm, selon la taille du chat. Une queue trop longue (dépassant 8 cm) est considérée comme un défaut, voire comme un défaut éliminatoire si elle mesure plus de 12 cm. Elle doit former un pompon caractéristique car les poils de la queue sont plus longs que sur le reste du corps. Il existe plusieurs termes relatifs à la longueur de la queue :
- Snag : 2 à 8 vertèbres fortement déformées et collées les unes aux autres. Elle est souvent droite ou légèrement recourbée vers le bas.
- Spirale : 5 à 10 vertèbres formant une spirale ou un hameçon. Ce type de queue est le plus recherché.
- Fouet : 5 à 10 vertèbres portées droites et mesurant environ ⅔ de la taille d'une queue normale.
- Delayed : 5 à 7 vertèbres commençant normalement (droites) et se terminant par un crochet. Ce type de queue est considéré comme une faute.

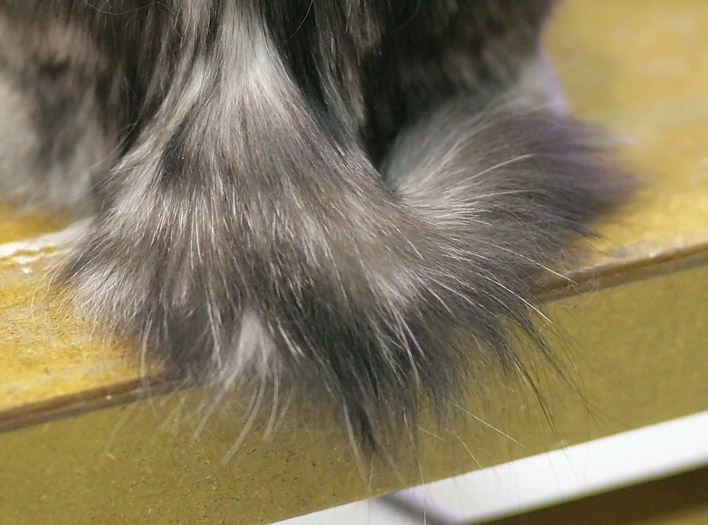
Queue d'un bobtail des Kouriles à poil long.
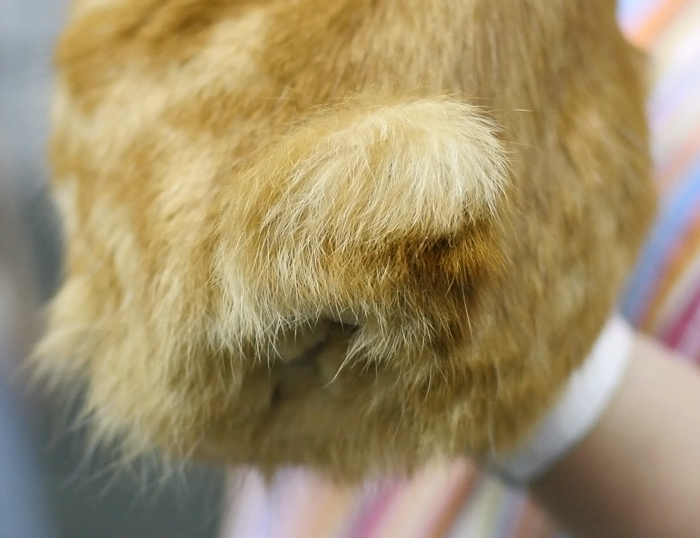
Queue d'un bobtail des Kouriles à poil court.

### Robe et fourrure
La fourrure peut être courte ou mi-longue. Chez les sujets à poils courts, la fourrure est près du corps avec un épais sous-poil et un poil de garde important. Chez les kurilian bobtail à poils mi-longs, la fourrure présente également un épais sous-poil et un poil de garde important. Toutes les couleurs et tous les patrons sont autorisés.

## Caractère
Les traits de caractère sont avant tout fonction de l'histoire de chaque chat et donc parfaitement individuels. Cependant, le bobtail des Kouriles est décrit comme un chat sociable mais indépendant. Selon le LOOF, c'est un chat qui a besoin d'espace. Il aimerait l'eau et n'hésiterait pas à plonger dans le bain de son propriétaire.

## Élevage

### Acquisition
En France, le prix d'un chaton peut aller de 600 à 1000 euros. Il y a actuellement 6 éleveurs de bobtails des Kouriles en France.

### Santé
Originaire de contrées au climat très rude, le bobtail des Kouriles est extrêmement résistant à toutes les variations de températures. Même s’il passe le plus clair de son temps en extérieur, il est ne tombe presque jamais malade.

## Annexes

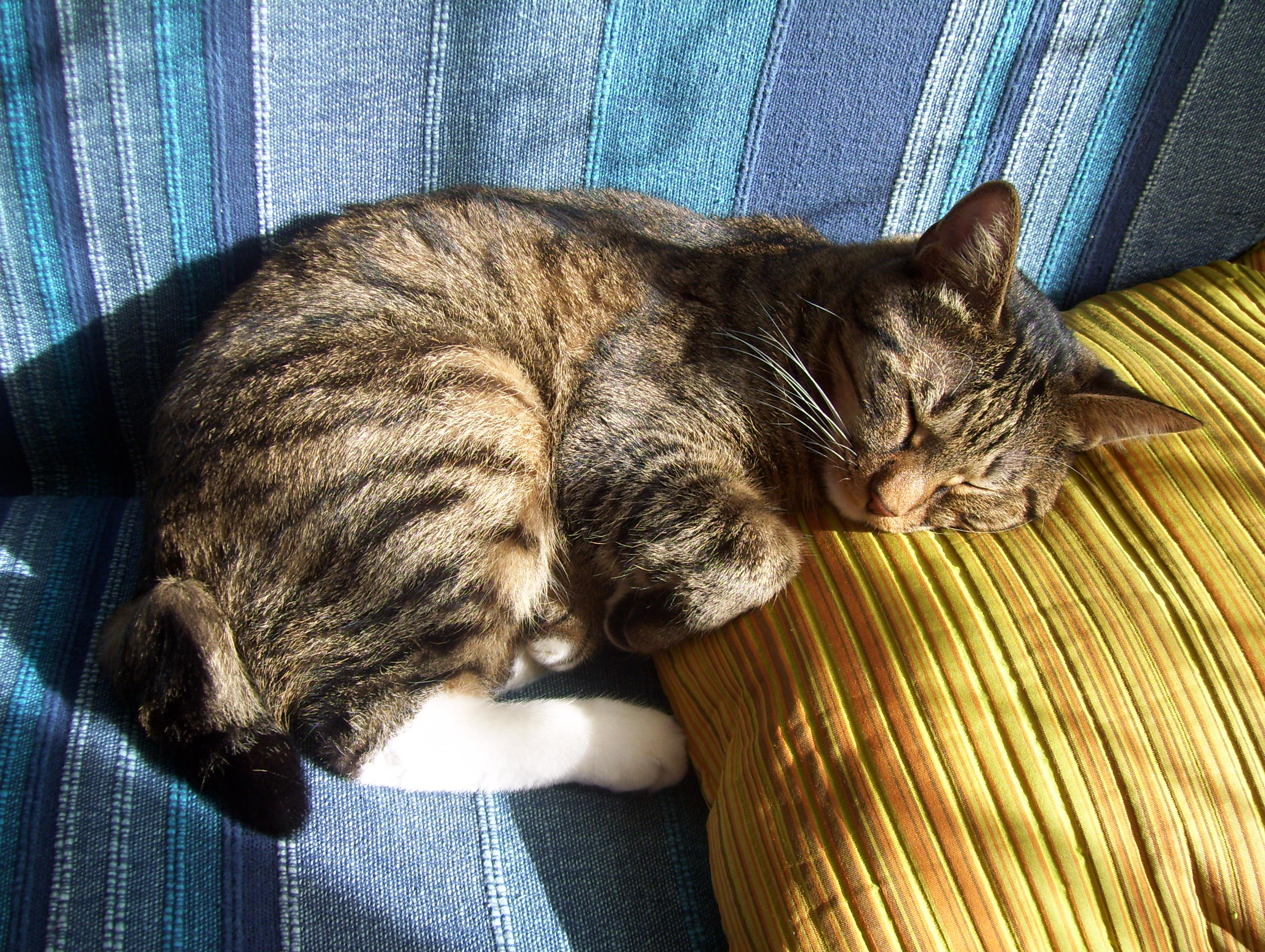
Bobtail des Kouriles à poil court.